# Džabalpur
Džabalpur (hindsky जबलपुर) je město v indickém státu Madhjapradéš. Džabalpur je jedním z největších měst Madhjapradéše, podle sčítání lidu v roce 2001 je 27. největším souměstím v Indii. Název města vznikl pravděpodobně kombinací arabského slova „jabal“ = „hora“ a ze sanskrtského slova „Pura“ = město.
Džabalpur je sídlem vrchního soudu státu Madhjapradéš a mnoha vládních institucí. Ve městě je významná vojenská základna. Okres (distrikt) Džabalpur byl prvním v Indii, který získal certifikát ISO-9001 (1. 4. 2007).

## Klima
V Džabalpuru panuje subtropické podnebí, typické pro severní část střední Indie. Léto začíná obvykle koncem března a končí červnu. Nejteplejším měsícem je květen s průměrnou maximální teplotou 40 °C. Po létu následuje monzunové období, které trvá asi do poloviny října. Zima začíná v listopadu a končí obvykle až v říjnu. Nejchladnějším obdobím bývá leden, nicméně teploty se i v této době většinou drží nad bodem mrazu.

## Obyvatelstvo
Podle údajů ze sčítání lidu v roce 2001 žije ve městě 1 135 919 obyvatel, z nichž je 845 821 gramotných. Vzhledem k průměrné míře gramotnosti v Indii 59,5% je 74% v Džabalpuru vysoké číslo. Nejčastěji používaným jazykem je Hindština a většina obyvatel se hlásí k Hinduismu.

## Doprava
Džabalpur je s okolním světem dobře spojen železnicí, letecky a je dosažitelný i autobusem.

### Letecky
Jabalpur Airport (IATA: JLR) kterému se říká DUMNA Airport leží asi 20 km za městem. Kingfisher airlines a Indian Airlines zajišťují denní linku do Dillí a tato společnost take poskytuje spojení do Mumbaje, Ahmadábádu, Kolkaty, Bengalúru a Čennaíe, vždy s přestupem v Dillí.

### Po silnici
Džabalpur je silnicemi relativně dobře spojen s městy Nagpur, Bhópál, Iláhábád a Džajpur. Ve městě se setkávají dvě státní silnice:
- NH-7 (Váránasí-Kannijákumari) nejdelší státní silnice v Indii, vede z Váránasí (Uttarpradéš) až do Kannijákumari (Tamilnádu)
- NH-12 (Džabalpur-Džajpur)

### Železnice

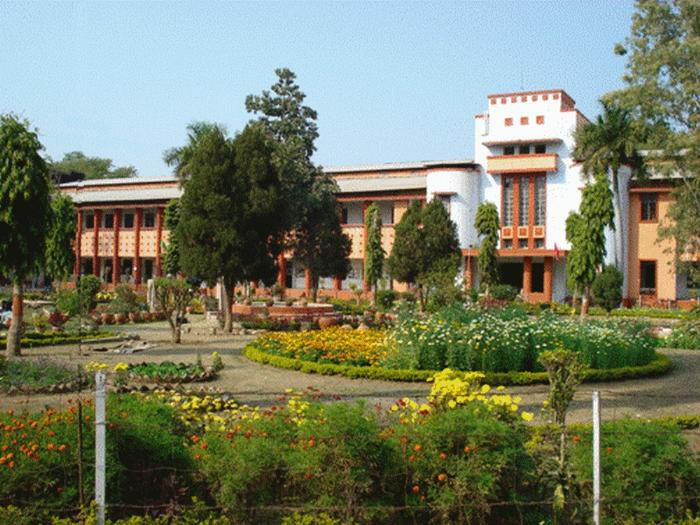
Vysoká škola v Džabalpuru

Město je sídlem ředitelství indických West Central Railways a je ovšem dobře v podstatě s celou zemí. Trasa Gondie-Džabalpur byla první železniční tratí, kterou v Indii založili Britové.

## Turismus
Džabalpur není turistickým městem, vyhledávají ho především domácí turisté. Pro většinu cizinců je především dopravním uhlem na cestě do některého z blízkých národních parků.

### BhedaGhat
BhedaGhat je malá vesnice nedaleko města, ležící na břehu řeky Narmady, známá především mramorovými skalami, které ji obklopují. Ve vesnici a okolí bylo natočeno několik bollywoodských filmů. Oblast je využívána jako zdroj mramoru, mramorové sošky z této oblasti mají věhlas v celé zemi.

### Dhuandhar
Známý vodopád leží jen 25 km za městem. Řeka Narmada zde protéká mramorovými skalami, které její tok výrazně zužují a zesilují její proud, který následně žene vodu na vodopád.